# Тірольське графство
Тіро́льське гра́фство (італ. Contea del Tirolo, нім. Grafschaft Tirol) — графство на території Тіроля в Альпах, що існувало у 1140—1919 роках. Створене як графство Священної Римської імперії на землях Баварського герцогства.  Розташовувалося на межі сучасних Австрії та Італії. Формальна столиця — Мерано (до 1848 р.). Припинило існування внаслідок поразки Австро-Угорщини в Першій світовій війні. Розділене між Австрією і Італією за умовами Сен-Жерменського мирного договору (1919). Інша назва — Тіро́льське князі́вське гра́фство (з 1804; нім. Gefürstete Grafschaft Tirol, італ. Contea principesca del Tirolo).

## Історія

### Заснування

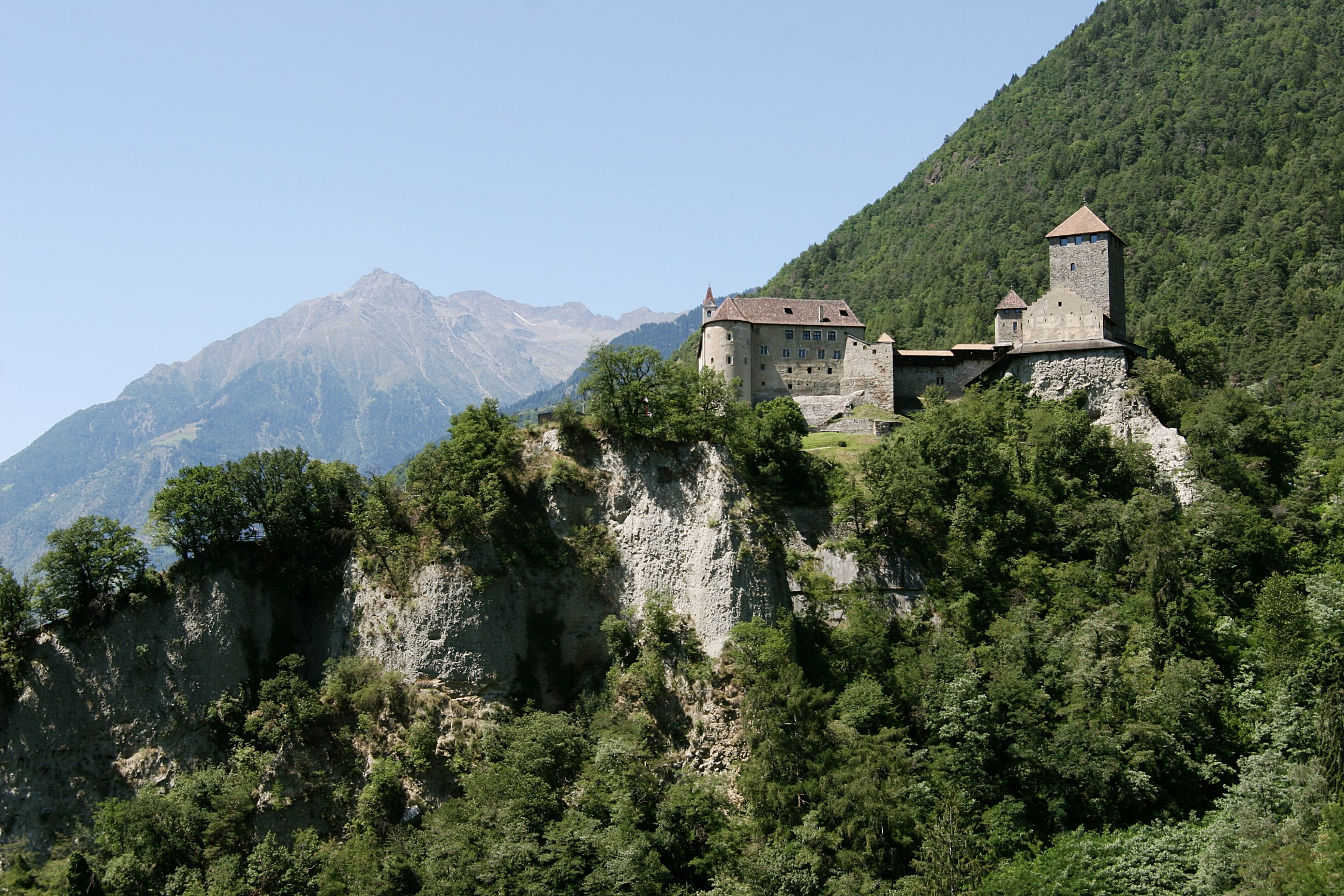
Тірольський замок, резиденція графів Тірольських, що дала назву регіону

Принаймні з тих пір, як король Німеччини Оттон I завоював Італійське королівство в 961 році і сам був коронований імператором Священної Римської імперії в Римі, головні проходи Східних Альп стали важливою транзитною зоною. Німецькі монархи регулярно долали перевали Бреннер або Решен під час своїх італійських експедицій  задля папської коронації або зміцнення імперського правління.
У 1004 році король Німеччини Генріх II відокремив володіння в Тренті від північноіталійської Веронської марки, що належала Баварському герцогству та наділив єпископів Тренту комітальними правами. У 1027 році наступник Генріха з салічної династії, імператор Конрад II надав єпископам Тренту додаткові маєтки навколо Боцена та в регіоні Віншгау, а єпископу Бріксену сюзеренітет в Етталі та Інналі, частині німецького Баварського герцогства під владою сина Конрада Генріха III. Єпископи Бріксену залишалися вірними прихильниками салічних правителів у боротьбі за інвеституру і в 1091 році також отримали з рук імператора Генріха IV долину Пустер.
Приблизно з 1140 року династія графів, яка мешкала в Тірольському замку поблизу Мерана, обіймала посаду фогтів (судових приставів) у єпархії Трент. Вони поширили свою територію на більшу частину регіону і перевершили владу єпископів, які номінально були їхніми феодалами. Після усунення герцога вельфа Генріха Х Баварського в 1138 році, графи Тіролю зміцнили свою незалежність. Коли імператор Фрідріх Барбаросса на імперському сеймі 1154 року в Госларі знову віддав баварське герцогство Генріху Леву, його володіння більше не включали тірольські землі. Графи зберегли цю незалежність під час піднесення баварської династії Віттельсбахів. У 1210 році граф Альберт IV Тірольський також зайняв посаду фогта в Бріксенському єпископстві, здобувши перемогу над конкуруючими графами з Андекської династії. Від 1253 року їхній титул успадковували Горицькі графи, а від 1363 року — австрійські ерцгерцоги із Габсбурзького дому. Входило до Австрійського округу імперії (з 1512). Об'єдналося із єпископськими князівствами Тренту і Бріксена (1803). Після ліквідації Священної Римської імперії, увійшло до складу коронних земель Австрійської імперії (1806), згодом — до Цислейтанії Австро-Угорщини (1867). Припинило існування внаслідок поразки Австрії в Першій світовій війні. Розділене між Австрією і Італією за умовами Сен-Жерменського мирного договору (1919). Державний устрій

### Графи
- Альбрехт I –1078
- Альбрехт II 1055–1101
- Альбрехт III 1101–1165
- Бертольд I 1165–1180
- Бертольд II 1180–1181
- Генріх I 1180–1202
- Альбрехт IV 1202–1253, син

Чоловіча лінія вимерла.
- 1790—1792: Леопольд II (імператор Священної Римської імперії)